# EHH B1
EHH B1 – amerykański wojskowy sztuczny satelita zwiadu elektronicznego (monitorowania radarów naziemnych). Wystrzelony razem z satelitą wywiadowczym KH-7 17.